# دوئل‌بازها
دوئل‌بازها (انگلیسی: The Duellists) فیلمی به کارگردانی ریدلی اسکات است که در سال ۱۹۷۷ منتشر شد.
این فیلم برنده جایزه بهترین فیلمِ اولِ کارگردان در جشنواره فیلم کن ۱۹۷۷ شد. فیلمنامه آن بر اساس داستان کوتاهی از جوزف کنراد با عنوان «دوئل» (در ایالات متحده با عنوان «نقطه افتخار» منتشر شده‌است) نوشته شده‌است.

## خلاصه داستان
در زمان ناپلئون بزرگ، یک افسر در ارتش فرانسه به افسری دیگر توهین می‌کند و دشمنی طولانی این دو آغاز می‌شود…

## بازیگران
- کیت کارادین
- هاروی کایتل
- آلبرت فینی
- ادوارد فاکس
- تام کونتی
- الون آرمسترانگ
- پیت پاستویت
- لیز اسمیت
- جان مک‌انری
- دایانا کوئیک
- مگ وین اوون

## تولید
سبک بصری فیلم تحت تأثیر درام تاریخی استنلی کوبریک بری لیندون (ساخنه شده در سال ۱۹۷۵) قرار دارد. به دلیل محدودیت بودجه، اسکات تصمیم گرفت فیلم را در مجموعه ای از پرده‌ها به تصویر بکشد (نکنیک متداول در تئاتر) تا فصل‌های داستان را نشان دهد.